# Адамс, Ханна
Ха́нна А́дамс (англ. Hannah Adams; 2 октября 1756, Медфилд (близ Бостона), Массачусетс — 15 декабря 1831, Бруклайн, Массачусетс) — первая в США профессиональная женщина-писатель, историк и пионер сравнительного религиоведения.

## Биография
Ханна Адамс была второй из пяти детей Томаса Адамса — бывшего фермера, а затем книготорговца — и Элизабет Кларк Адамс. Её мать умерла, когда Ханне было 12 лет. Будучи болезненным ребёнком, Ханна не посещала школу, но много читала сама, и отец поощрял её самообразование. По собственным воспоминаниям Адамс, она представляла рай как место, где тяга человека к знаниям будет полностью удовлетворена. Томас, чей книжный бизнес был убыточным, зарабатывал на жизнь как частный репетитор студентов Гарварда, предоставляя им также жильё и питание, и Ханна училась вместе с ними, в дальнейшем и сама став репетитором.
В годы Войны за независимость один из отцовских учеников дал Ханне почитать изданную в 1742 году книгу Томаса Броутона «Исторический словарь всех религий от сотворения мира до настоящего времени». Чтение Броутона пробудило в девушке интерес к религиям мира, но и «Исторический словарь», и другие книги по этой теме, которые она читала, были полны ненависти и предубеждения ко всем верам, кроме авторских. Пристрастные и уклончивые аргументы, использовавшиеся религиозными авторами для защиты своих верований, заставили Адамс выработать свой собственный взгляд на религию.
В 1778 году Ханна Адамс начала работу над справочным изданием по религиям, в котором намеревалась «избегать предоставления какого бы то ни было преимущества одному вероисповеданию перед другими» и излагать взгляды и аргументы каждой религии в понятиях её собственных приверженцев. Результатом стал «Алфавитный компендиум различных сект, возникших с начала христианской эры до настоящего времени» (англ. An Alphabetical Compendium of the Various Sects Which Have Appeared from the Beginning of the Christian Era to the Present Day), вышедший в 1784 году. Первое издание книги было распродано полностью, но выручка, к разочарованию Адамс, рассчитывавшей помочь семье доходом от продажи книги, ушла её литературному агенту.
Тем не менее успех «Алфавитного компендиума» дал Адамс представление о возможностях профессиональной литературной карьеры. Зарабатывая на жизнь трудом сельской учительницы, она одновременно искала нового издателя и лоббировала принятие первого в США закона об авторском праве, принятого в 1790 году. Второе издание справочника Адамс, вышедшее в 1791 году как «Обзор религий» (англ. A View of Religions), продавалось по подписке, и благодаря рекламной кампании, организованной другом семьи, число покупателей оказалось достаточно велико. Спрос в США и Великобритании был настолько большим, что по обе стороны Атлантики были напечатаны дополнительные тиражи книги.
Благодаря популярности книги Адамс ей удалось завязать переписку с рядом церковнослужителей и религиозных мыслителей. В этой переписке она оттачивала своё понимание тонкостей теологического толкования текстов, что отразилось в последующих изданиях, где также уделялось больше внимания новым возникающим конфессиям — таким, как унитарианство, описание которого основывалось на трудах англо-американского религиозного философа Джозефа Пристли.
В своём литературном труде Адамс не ограничивалась сравнительным религиоведением. В 1799 году вышла её «Полная история Новой Англии» (англ. A Summary History of New England), а два года спустя — основанный на этой работе школьный учебник «Краткая история Новой Англии». Вокруг публикации учебника развернулся юридический спор Адамс в с автором, готовившим к изданию свою версию истории Новой Англии — преподобным Джедидайей Морсом. Адамс считала, что Морс, к тому моменту известный как автор «Всемирной географии», препятствует проникновению конкурентов на рынок учебной литературы, тот же со своей стороны обвинил её и её сторонников в попытке умышленно нанести ущерб его репутации. Судебные издержки на этом процессе Адамс оплатили либеральные религиозные семьи, не питавшие симпатий к ортодоксальному Морсу. Адамс выиграла процесс, и Морс был приговорён к принесению извинений и уплате компенсации.
Новая работа Адамс на религиозную тему, «Демонстрация истинности и совершенства христианской религии» (англ. The Truth and Excellence of the Christian Religion Exhibited), увидела свет в 1804 году. К этому времени Адамс уже разделяла религиозную доктрину унитарианизма. В 1812 году была опубликована «История евреев» (англ. History of the Jews), в 1817 году — «Словарь всех религий и религиозных конфессий» (англ. A Dictionary of All Religions and Religious Denominations, последнее прижизненное издание её главного труда), а в 1824 году — «Письма о Евангелиях» (англ. Letters on the Gospels). Последняя книга, «Мемуары мисс Ханны Адамс» (англ. A Memoir of Miss Hannah Adams), вышла в печать в 1832 году. Как популярный интеллектуал и религиозный мыслитель Адамс вращалась в высших кругах общества, подолгу проживая как гостья в домах богатых граждан Новой Англии, в том числе проведя несколько недель в гостях у второго президента США и своего дальнего родственника, Джона Адамса. Хотя она не покушалась на устои, запрещавшие женщинам, в частности, учёбу или преподавание в Гарварде, её влияние было достаточно высоко, чтобы ей была предоставлена возможность пользоваться бостонской научной библиотекой — Boston Athenæum, куда был закрыт вход обычным женщинам.
Ханна Адамс никогда не была замужем и не имела детей. Доходы от её книг, несмотря на их популярность, были ничтожными, и в последние годы жизни она существовала на пенсию, которую выплачивал фонд, основанный её поклонниками в 1809 году. Адамс умерла в конце 1831 года в Бруклайне (Массачусетс) и была похоронена на престижном кладбище Маунт-Оберн в Кембридже.